# فيكتور بانكس
فيكتور بانكس (بالإنجليزية: Victor Banks)‏ هو سياسي بريطاني، ولد في 8 نوفمبر 1947 بأنغويلا في المملكة المتحدة. حزبياً، نشط في Anguilla Democratic Party ‏. وقد انتخب Member of the House of Assembly of Anguilla ‏ عن دائرة Valley South (Anguilla House of Assembly Constituency) ‏ وقد انضم خلال فترته النيابية ‏  للكتلة البرلمانية Anguilla United Front ‏ وانتخب رئيس وزراء أنغيلا.